# Vladimír Kremláček
Vladimír Kremláček (* 24. září 2002 Plzeň) je český lední hokejista hrající na postu obránce.

## Život
S hokejem začínal v hokejovém klubu ve svém rodném městě, za který nastupoval i v jeho mládežnických výběrech. Pouze během sezóny 2018/2019 odehrál čtyři zápasy i za výběr do devatenácti let klubu z Klatov. Následující ročník (2019/2020) nastoupil poprvé i za muže, a sice opět v Klatovech. Během sezóny 2020/2021 hrál jak za plzeňské juniory, tak v rámci střídavých startů za litoměřický Stadion a znovu za Klatovy. Za plzeňské muže si první kanadský bod připsal ve svém šestém startu, kdy se hrálo na ledě Vítkovic a Kremláček přihrál Tomáši Mertlovi na první branku zápasu, který nakonec skončil výhrou Plzně v poměru 3:2. V ročníku 2021/2022 se prvně, coby hráč plzeňské juniorky, dostal do kádru zdejšího mužského týmu, nicméně v rámci hostování opět vypomáhal Klatovům a Litoměřicím. V březnu 2022 zaznamenal svoji první branku v české nejvyšší soutěži, když otevřel skóre zápasu Brno–Plzeň, jenž nakonec skončil výhrou domácích v poměru 4:3 po samostatných nájezdech. Sezónu 2022/2023 již patřil do kádru plzeňských mužů, ale v sedmnácti zápasech v rámci střídavých startů nastoupil za Klatovy. Ročník 2023/2024 sice patřil do kádru Škody Plzeň, avšak strávil jej na hostování ve Slavii Praha.